# Muskuläre Dysbalance

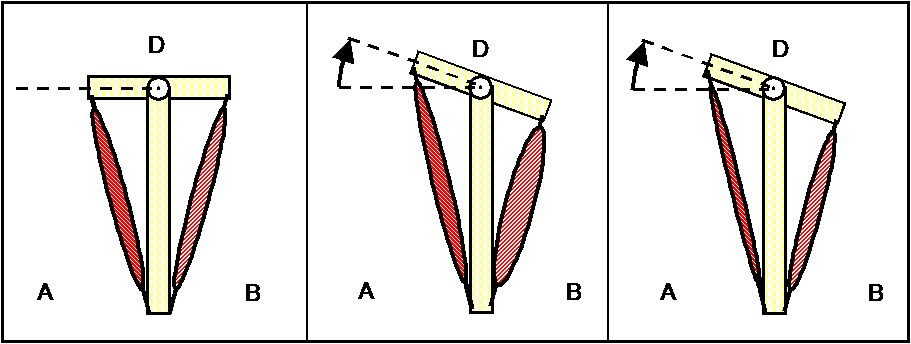
Muskuläre Balance (linkes Bild) und Dysbalancen durch erhöhte Spannung mit Muskelverkürzung bei B (Mitte) bzw. erniedrigte Spannung mit Muskelverlängerung bei A (rechtes Bild)

Muskuläre Dysbalance bezeichnet ein Ungleichgewicht im Zusammenspiel verschiedener Muskeln.
Das physiologische Zusammenwirken von Agonisten (Spielern) und Antagonisten (Gegenspielern) bei Bewegungen und Haltungen in bestimmten Gelenkstellungen kann hinsichtlich Länge und Spannung beteiligter Muskeln als ein Gleichgewicht verstanden werden (muskuläre Balance), bei dem Kraftentwicklung und Dehnungsfähigkeit der Muskulatur gegenseitig ausgeglichen auftreten. Von einer muskulären Dysbalance spricht man, wenn dieses Zusammenspiel infolge übermäßiger Verkürzung, verminderter Dehnbarkeit oder erhöhter Muskelspannung einer Seite, Spieler oder Gegenspieler, nicht mehr ausgeglichen ist. Sie wird hervorgerufen durch mangelnde bzw. fehlende körperliche Beanspruchung, einseitige Belastung beim Sport oder im Alltag, falsche Bewegungsausführung, ungenügende Regeneration oder aber Verletzungen des Bewegungsapparats.
Durch die ungünstige Belastungsverteilung zwischen Muskel und Gelenk kann es späterhin zu arthromuskulären Dysbalancen kommen, gestörten Gelenk-Muskel-Beziehungen. Diese können schmerzhafte Muskelverspannungen, Überlastung der Sehnen, muskuläre Koordinations- und Funktionsstörungen sowie Abnutzung des Gelenkknorpels zur Folge haben.
Ein Beispiel für muskuläre Dysbalance ist der Rundrücken, hervorgerufen durch geschwächte Rückenmuskulatur und verkürzte Brustmuskulatur. Die Rückenmuskulatur gehört zu den tonischen Muskeln (meist Haltearbeit). Um eine Muskelbalance herzustellen, ist hier ein adäquates, aus Krafttraining und Dehnung bestehendes Trainingsprogramm notwendig, das zur Kräftigung der autochthonen Rückenmuskulatur führt.